# 턴테이블리즘

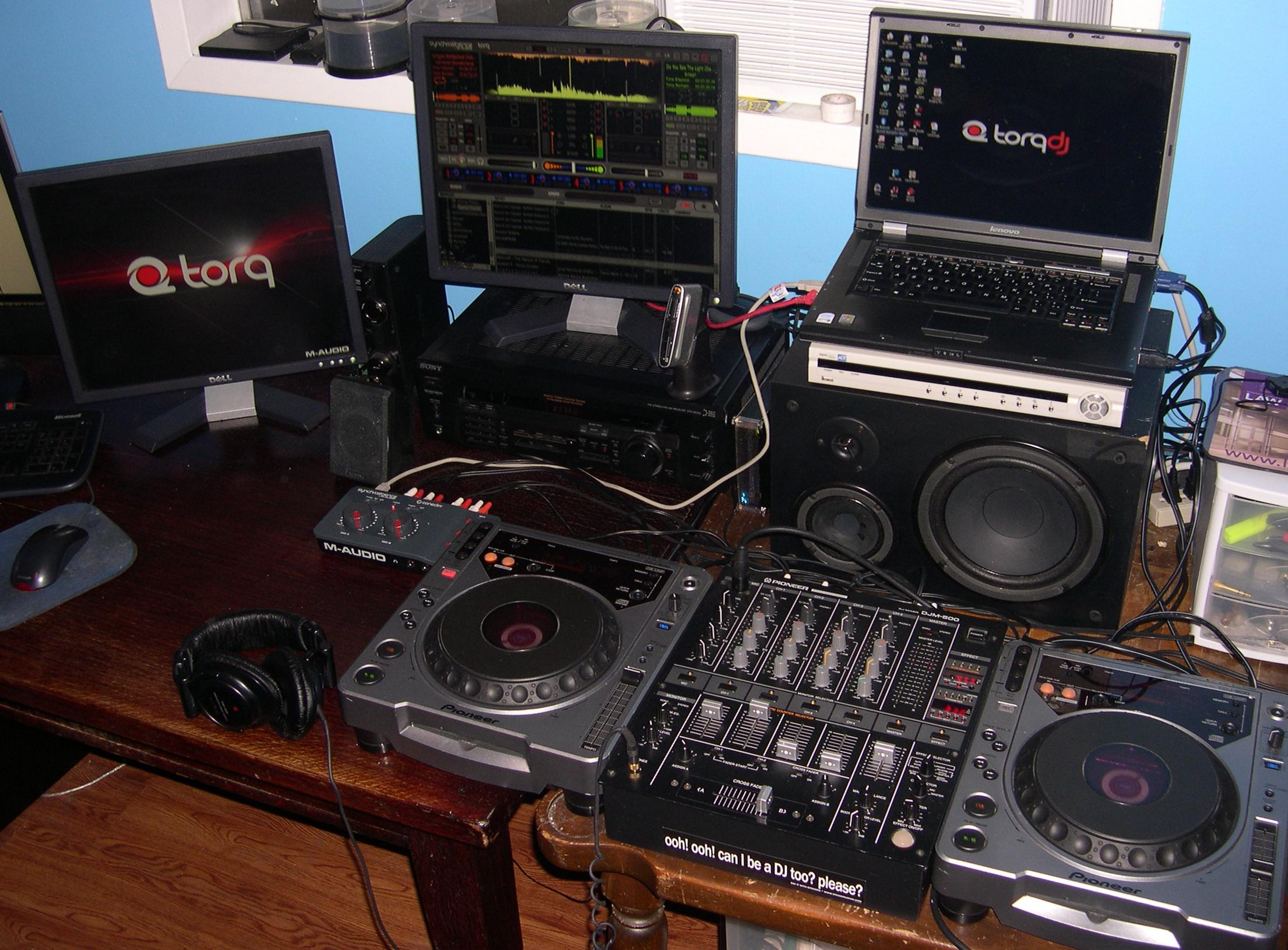
DJ 턴테이블 시스템

턴테이블리즘(turntablism)은 턴테이블과 믹서를 사용하여 소리를 조작/편집하고 음악을 만들어내는 형태의 음악 분야이다. 턴테이블리즘이란 단어는 1995년 DJ Babu가 그냥 판을 트는 DJ와, LP판을 만지고 움직이며 공연하는 DJ를 구별하기 위해 처음 만들었다고 알려져있다. 이 신조어는 1990년대 힙합의 재부상과 함께 나타났다.
작곡가 존 오스왈드는 턴테이블리즘에 대해 이렇게 말하였다: "힙합/스크래치 음악가가 축음기 바늘을 픽 삼아, 마치 전자 빨래판처럼 레코드를 연주할 때면, 독특하면서도 재생산될 수 없는 소리가 만들어진다 - 레코드 플레이어는 악기가 되는 것이다."
힙합 턴테이블리스트 DJ들은 비트 믹싱/매칭, 스크래칭, 비트 저글링 같은 턴테이블 기술을 사용한다. 몇몇 DJ의 경우 다른 DJ와 함께 합작을 하거나 즉흥 연주를 하는 식으로 자신을 차별화하기도 한다. 몇몇은 턴테이블 기술에 치중하는 한편 몇몇은 믹싱에 치중하여 복잡한 작품들의 조합을 짜기도 한다.

## 역사

### 선구자들
턴테이블이 악기로 사용된 역사는 1930년대, 40년대와 50년대에 구체 음악가들과 다른 실험적 작곡가들 (존 케이지, 피에르 쉐페흐 등등)이 오늘날 프로듀서와 DJ가 사용하는 것과 비슷한 방식으로 턴테이블을 사용하였을 때부터 시작된다. 이들은 오직 턴테이블만으로 음악을 샘플링하여 만들어냈다. 케이지의 "가상 풍경 No.1 (Imaginary Landscape No. 1)"은 두 개의 다른 속도의 턴테이블과 녹음기, 뮤트 피아노와 심벌즈로 만들어졌다.
그보다도 일찍, 에드가 바레즈가 1930년 턴테이블로 실험했다는 기록이 있으나, 그걸 이용한 작품은 만들지 않았다. 이러한 역사가 힙합의 턴테이블리즘과 직접적인 연관이 있는 것은 아니며, 오히려 이러한 생각들은 크리스천 마클레이, 오오토모 요시히데, 자넥 쉐페르 같은 현대 실험 음악가들에게 더 큰 영향을 끼쳤다. 이 예술가들은 존 케이지, 피에르 쉐페르 같은 이들의 음악을 직접 계승했다 할 수 있으며, 현대 턴테이블리스트 DJ와 프로듀서의 '변종'이라고 말할 수 있다.
턴테이블 효과의 예는 60~70년대에 나온 팝 레코드에서도 찾을 수 있다. Credence Clearwater Revival의 1968년 데뷔 앨범 수록곡 "Walk on the Water"는 백스핀 효과가 들어있다. 하지만, 우리가 현재 아는 형태의 턴테이블리즘은 1970년대 말 힙합이 나타날 때까지 드러나지 않았다.

### 힙합
현대의 음악 장르로써의 턴테이블리즘은 힙합에 그 뿌리를 두고 있다. 실제로, 턴테이블리즘의 뿌리라 할 수 있는 디제잉은 힙합의 "다섯 기둥" (디제잉, 랩핑, 그래피티, 브레이킹, 비트박싱) 중 하나이다. 전문 턴테이블리스트가 나타나기 시작하던 시점 이미 스크래칭은 DJ와 프로듀서들 사이에서 널리 퍼져있었다.
Kool DJ Herc, Afrika Bambaataa, Grandmaster Flash는 현재 DJ의 역할을 확립한 선구자들로 평가받고 있다. Kool Herc의 브레이크 비트 디제잉의 발명은 다른 모든 힙합의 요소에 모태가 되었던 만큼 힙합의 기초를 만든 사건으로 생각된다. 그의 "턴테이블리스트로써의 DJ"에 대한 개념 확립 역시 그만큼이나 중요하다. 이 일의 중요성에 대해서 알기 위해서는, 먼저 "브레이크"에 대해 정의하는 것이 필요하다. 간단히 말해, "브레이크"란 노래에서 잘라낸 몇 초 짜리 조각으로, 대부분의 음악 부분이 멈추고 드럼만 남게 되는 "막간" 형식을 띄는 음악이다. 브레이크는 노래의 "클라이맥스"와도 비슷한데, 이는 노래가 결말 (보통 후렴구)에 다다르기 직전 가장 흥분되는 상태가 되기 때문이다. 관객들을 흥분시키는 것 외에도, 드럼을 중심으로 짜여있는 음악의 특성 때문에 따라서 춤을 추기도 쉽다. Kool Herc은 브레이크를 무한히 반복시키는 브레이크 비트 테크닉을 소개하였다. 이것은 두 장의 똑같은 레코드판을 이용해, DJ 믹서에서 서로서로 바꿔가면서 트는 것으로 가능하다: 예를 들어, A 판이 돌아가는 동안, DJ는 B 판을 똑같은 부분으로 돌려놓고, A 판의 브레이크가 끝나는 순간 틀어 관중들이 눈치채지 못하고 브레이크를 계속 즐길 수 있는 것이다.
Kool Herc의 이런 혁명적인 기술법은 턴테이블리즘의 발전을 위한 길을 닦아놓았다. 가장 중요한 것은, 그가 음악을 틀고 믹싱하는 것이 아닌 새로운 형태의 디제잉을 개발해냈다는 점에 있다. Kool Herc은 그가 쓰기 위한 부분을 "만들어내는" 아이디어를 떠올렸다. 이는 DJ가 파티의 주인공이 되어, 관중들의 그의 퍼포먼스를 평가하게 되는 개념으로 발전하였다.
하지만 실제 턴테이블리즘의 가장 중요한 테크닉인 스크래칭을 독립화시킨 것은 Flash의 제자였던 Grand Wizard Theodore였다. 그는 어느날 엄마가 부르는 소리에 레코드 소리를 끄기 위해 레코드판에 손을 댔다가, 바늘 아래 판을 왔다갔다시키면서 소리를 내는 스크래칭을 '발견'하게 되었다. 발견한 것은 Theodore였으나, 초기 컨셉을 확립하고 대중에게 공연과 앨범을 통해 선보인 것은 Flash였다.
DJ Grand Mixer DXT는 한 개 이상 (보통 두 개)의 턴테이블에서 리듬을 타며 스크래칭하는 것을 연습, 스크래칭의 개념을 확장시킨 사람으로 평가받는다. 이는 두 음반을 서로 다른 속도로 둬 피치를 바꾸면서 하는 기술이었다 (Alberts 2002). DXT는 DST란 이름으로 Herbie Hancock의 히트곡 Rockit에 참여하였다.
이러한 개척자들이 훗날 턴테이블리즘이라는 장르를 세우는 주춧돌을 놓았다고 해도 과언이 아니다. 스크래칭은 1980년대 힙합 음악의 대들보가 되어, 공연과 녹음실에서 DJ와 프로듀서들이 폭넓게 사용하였다. 1980년대 말에는 스크래칭은 아주 보편화되어, 노래의 일부로 스크래칭이 들어가는 일은 아주 흔하였다. 무대에선 DJ는 MC가 랩을 할 수 있는 음악을 틀어주는 것 외에 자신만의 스크래칭 스킬을 뽐내는 역을 맡게 되었다. 이러한 MC와 DJ의 관계를 가장 잘 보여준 그룹 중 하나로 MC 2명과 DJ 1명으로 이루어졌던 Run DMC를 꼽을 수 있다. DJ였던 Jam Master Jay의 턴테이블 기술은 Run DMC의 음악에 있어 필수 요소였다 해도 과언이 아니다.
Flash와 Bambaataa가 턴테이블을 이용해 리듬의 반복과 변형, 원곡의 일부분 샘플링 등을 하고 있던 동안, Grandmaster D.ST는 "진짜" 뮤지션의 노래를 커팅하는 것에 중점을 두었다. 실제로, 그가 참여했던 Herbie Hancock의 1983년작 Rockit은 DJ를 노래의 "공동 주연"으로 만들었던, 어쩌면 가장 영향력 짙은 DJ 트랙 중의 하나이다.
뉴욕이 힙합씬에서는 계속 우위를 점하고 있었으나, 100마일도 채 안 떨어진 필라델피아에서도 스크래칭의 현대화가 일어나고 있었다. 당시 DJ Cash Money와 DJ Jazzy Jeff로 이루어진 DJs Spinbad란 팀은 트랜스포밍 (transforming)이란 기술을 연구 중이었는데, 이는 레코드판의 일정 부분이 바늘 위로 지나가는 동안 페이더를 껐다 키는 기술이었다. 트랜스포머 스크래칭은 음조를 확장시키면서 스크래칭의 리듬적 가능성을 확대, 힙합 문화의 미학을 전형적으로 보여주었다. 둘은 Marvelous나 the Fresh Prince (Will Smith의 과거 예명) 같은 보조 래퍼를 데리고 활동을 하곤 했다. 이 시기의 중요한 DJ 트랙은 Tuff Crew의 DJ Too Tuff의 Behold the Detonator, Soul Food (둘 다 1989)," 그리고 Gang Starr의 DJ Premier in Deep Concentration (1990) 등이 있다.

### "턴테이블리즘"
턴테이블리스트의 등장과 턴테이블리즘의 탄생의 배경에는 힙합 그룹에서 DJ의 퇴장이라는 크나큰 변화가 있었다. 1990년대의 시작부터 점점 일어나기 시작한 이 일은 여러 책과 다큐멘터리 ("Black Noise", "Scratch the Movie" 등의 작품)에서 다뤄졌으며, 디지털 오디오 테이프의 등장에 따라 더 이상 음악을 제공하는 것이 DJ일 필요가 없었기 때문인 이유가 있었다. 이에 따라 DJ들은 언더그라운드에서 계속 스크래칭 등의 기술을 연마하였으며, 90년대 중반에 이르러 이것이 "턴테이블리즘"이라는 힙합의 서브 장르 - 오직 DJ가 중심이 되어 턴테이블와 믹서를 이용, 소리를 조작/편집하고 음악을 만들어내는 장르 - 로 새로이 태어났다.
턴테이블리스트, 턴테이블리즘이란 단어를 만든 사람은 누구인가는 논란의 여지가 있으나, 몇 년간 여러 다큐멘터리 ("Battlesoduns", Doug Pray의 "Scratch"), 책 ("DJ Culture"), 모임 ("Skratchcon 2000")과 웹진 및 잡지 인터뷰를 통해 어느 정도 윤곽이 잡혔다. 적어도 중요한 것은 처음 이 단어들이 미국의 서부, 샌프란시스코 베이 에어리어 지역을 중심으로 만들어졌다는 것이다. 몇몇은 Invisibl Skratch Piklz의 DJ Disk가 단어를 만들었다고 하며, 어떤 사람들은 Beat Junkies, Dilated Peoples의 DJ Babu가 처음 만들어 퍼뜨렸다고 한다. 어떤 이는 1991 전 세계 Supremacy 챔피언이자 Lauryn Hill의 DJ였던 DJ Supreme을 꼽기도 한다. 이들 중에 어느 것이 진실인지는 확실치 않다.
2005년 Spin Science 지와의 인터뷰에서, DJ Babu는 이 단어들의 탄생과 보편화에 관해 다음과 같이 언급하였다.
95년쯤, 나는 배틀에 도취되어 있었고, 주유소에서 돈을 버는 한편 남는 시간엔 항상 턴테이블을 잡고 새로운 기술과 스크래칭을 연구하며 하루하루를 보냈다. 어느 날인가 나는 Comprehension이라는 믹스테이프를 만들었고, 수록곡 중에 Melo-D랑 D-Styles가 피처링한 Turntablism이라는 트랙이 있었다. 여기서 턴테이블리스트니 뭐니가 다 나온 것이다. 이 시기엔 이런저런 새로운 테크닉들이 불꽃놀이하듯 여기저기서 터져나왔고, 샌프란시스코랑 LA 사이에만 해도 대략 20명 정도는 이런 일을 하는 사람들이 있었을 것이다. 우린 모여서 작업하고, 얘기하고, 아이디어를 교환하곤 했다. 나는 당시 내가 만들고 있던 테이프에 "턴테이블리스트 Babu"라고 적어놓았는데, 그게 어떻게 하다가 밖으로 새어 나갔고, 미디어에 어떻게 들어가 우리가 지금 아는 대로 이렇게 퍼졌다. 하지만 처음엔 아무것도 아니었다. 우린 늘 새로운 스크래치에 대해 얘기하면서 "턴테이블은 마치 악기 같아서 음악 작품을 만들 수 있게 해준다."라고 얘기했는데, 그렇다면 피아노 연주하는 사람은 피아니스트니까 "우린 어떻게 보면 턴테이블리스트다, 다른 사람들이 피아노나 그런 악기 연주하는 것처럼 우린 턴테이블 연주를 하니까"라고 생각했다. 뭐 '턴테이블리스트 Babu'라고 썼던 사람은 나뿐이지만, 그건 내 테이프를 돋보이게 하려고 하는 거였다. 마커 펜을 가져다 그냥 써놓곤 했던 거다.

1990년대 중반부터 후반까지 턴테이블리즘과 턴테이블리스트라는 단어가 확립되고 보편화되었다. 이는 스크래칭 또는 드럼, 루핑, 비트 저글링 등으로 레코드의 리듬을 조작하는 것이었다.
1990년대 역시 턴테이블리즘이 성숙하는 데 중요한 시기였다. 이 시기에는 D-Styles, DJ Q-Bert, DJ Quest, DJ Krush 등의 솔로와 Invisibl Skratch Piklz, Beat Junkies, X-Ecutioners 같은 DJ 팀, 레이블, DMC, ITF 같은 DJ 배틀이 대거 등장했으며, 스크래칭 등 여러 기술의 진화도 나타났다.
스크래칭의 좀 더 진화된 기술들이 속속들이 등장해 새로운 리듬과 다양한 소리를 만들어냈다. 비교적 단순한 소리와 리듬으로 시작된 스크래칭은 이제 좀 더 복잡한 소리와 리듬 패턴을 그려내며 턴테이블리즘의 음악적 폭을 넓혀주고 있었다. 이에 따라 플레어 (flare), 크랩 (crab), 오빗 (orbit) 같은 새로운 기술도 나타나 이름이 붙여졌고, DJ들이 서로서로 가르쳐가면서, 혹은 자랑해가면서 퍼져나갔다.
1990년대 나타난 중요한 기술 중 하나로 "스크래치 드러밍"이라 불리는 비트 저글링도 있다. 이 기술은 X-Men (이후 X-Ecutioners)의 Steve Dee가 발명하였는데, 기본적으로 두 개의 똑같은 드럼 패턴을 가진 레코드판을 이용해 전혀 새로운 드럼 패턴을 만들어내는 것이다. Steve Dee는 처음 이것을 90년대 초 DJ 배틀에서 선보였고, 이후로 비트 저글링은 점점 발전해 갈수록 복잡하고 치밀해져, 드럼 말고 다른 악기를 사용하여 드럼 패턴을 만드는 일도 나타났다. 비트 저글링은 스크래칭보다는 훨씬 리듬적 지식을 요하기 때문에 하는 사람이 적지만, DJ 배틀이나 특정 상황에서는 자주 등장한다.
턴테이블리즘에 대한 학문적 연구 논문 중 하나 (White 1996)에서는 턴테이블이라는 아날로그 샘플러가 실제 악기로 인정받을 수 있는가에 관해 논하면서 백스피닝, 커팅, 스크래칭, 블렌딩 같은 턴테이블리즘의 기본적 기술을 설명하였다. 와이트의 논문은 힙합 DJ는 타이밍, 순발력, 음악적 창의력 외에도 숙련된 음악가가 필요한 모든 스킬을 요한다는 결론을 맺고 있다.
2000년에 접어들어, 턴테이블리즘과 턴테이블리스트는 널리 대중화되어 메인스트림에서 받아들여졌으며, 이를 통해 더욱 더 발전하였다.
이 발전은 다양한 형태로 이루어졌다: 어떤 이는 기초에 더 충실하였으며, 어떤 이는 턴테이블리스트로써 배운 음악적 지식을 활용하여 프로듀서가 되었고, 어떤 이는 클럽 DJ의 스킬에 턴테이블리스트 스킬을 조합하기도 하였고, 어떤 이는 턴테이블을 악기나 프로듀싱 툴로 쓸 수 있는지 그 가능성을 시험하기도 하였다.
힙합의 영역 내에서 눈여겨볼만한 아티스트로는 DJ Shadow가 있으며, 그는 RJD2 등 수많은 아티스트에게 영향을 주었다. Invisible Skratch Piklz의 창립 멤버이자 Beastie Boys의 현 DJ인 Mix Master Mike, Cut Chemist, DJ Nu-Mark, Kid Koala 등은 모두 턴테이블의 "장인"으로 인정받는 이들이다.

### "찹트 앤드 스크루드"
1990년대 미국 남부에서 시작하여 2000년대 자리를 잡은 힙합의 서브 장르로 찹트 앤드 스크루드 (Chopped and screwed)가 있다. 이것은 턴테이블리즘에서 파생되어 나왔다고는 하나 일반적으로 LP 에뮬레이션 소프트웨어를 사용하며, 비트를 스킵하거나 (챱핑), 음악의 템포를 늦춰 피치를 낮추는 것 (스크루잉) 등을 주요 특징으로 삼는다.
이 장르는 일반적으로 믹스테입의 형태로 발표되며, 래퍼, 보컬의 목소리를 왜곡시켜 그들의 비중을 축소시킨다. 확실히, 이러한 '왜곡'이 DJ에게는 스스로의 창의력을 더 펼칠 자리를 마련해주는 것이기도 하다. "챱드 앤 스크루드"는 R&B나 락 음악에 적용되기도 하였다.

## 비주얼 턴테이블리즘
비주얼 턴테이블리즘은 좀 더 최근 일어난 현상으로 "비주얼 턴테이블리스트", 혹은 "VJ"가 사진, 비디오, 컴퓨터 제작 특수효과를 비디오 믹서를 턴테이블 기기와 함께 사용해 라이브 퍼포먼스에 이용하는 것이다. 때로는 음악 없이 영상만으로 공연을 하기도 한다.

## 턴테이블리스트 경기
다른 악기 연주가들이 그렇듯이, 턴테이블리스트들도 누가 더 혁신적이고 창의적인지를 대결하곤 한다. 이는 각종 배틀의 탄생으로 이어졌다.
배틀링은 각 턴테이블리스트가 루틴 (다양한 스크래치, 비트 저글링, 그리고 트릭들의 조합)을 제한 시간 내에 선보인 후, 이를 심사위원단에게 평가받는 것으로 이루어진다. 승자는 점수에 따라 결정된다. 초기의 형태는 파티에서 DJ가 다른 DJ에게 도전을 하고, 심사위원은 관중이 되는 형태로, 점수 역시 환호소리로 좌우하고는 했다. 종종, 승자가 패자의 기기나 LP판을 가져가는 것이 상품이었다.
DMC 월드 DJ 챔피언십은 현재로 22년 째 이어지고 있다. 솔로 DJ와 DJ 팀은 서로 다른 부문에 응모하게 되어있으며, 각각 최종 승자에게는 월드 챔피언의 칭호가 주어진다. 또한 그들을 위해 턴테이블리즘 명예의 전당도 마련되어있다.

## 한국의 턴테이블리즘
1992년 발매된 서태지와 아이들의 1집 수록곡 이 밤이 깊어가지만 등에는 스크래치 소리가 녹음되어있으며, 이것은 한국에서 스크래치 소리가 담긴 가장 초기의 작품 중 하나이다. 이것은 실제 디제이가 했다기보다는 스크래치 소리를 그대로 녹음하여 가져온 것이었다.
본격적으로 '턴테이블리스트'가 한국에 등장한 것은 클럽 마스터플랜의 개장과 함께 DJ Wreckx 등이 최초로 일컬어지며, 여기에서 남사당패 같은 DJ 팀이 만들어지기도 하였다. 실제로, 최초의 턴테이블리즘 트랙인 태어나서 처음 역시 2000년 발매된 MP HIPHOP Project 2000 초 앨범의 수록곡이다. 이후 DJ Nega, DJ Wreckx 등의 DJ 레슨으로 많은 후배들이 양성되었다.
이후 2004년 들어와 처음으로 턴테이블리즘을 컨셉으로 한 앨범인 unknownDJs의 miniskurt music이 발표되었으며, 이후 Bust This, DJ Wegun 등을 필두로 여러 앨범이 발표되었다.
한국에서는 비교적 DJ의 비중이 과소평가받고 있으며, 이를 타파하기 위해 Humorous 3, Superrappin' PJ, Epik High 등등 전형적인 올드 스쿨의 형식 (2MC & 1DJ)으로 이루어진 그룹들이 나타나 활동하곤 하였다.

## 같이 보기
- 축음기
- DJ
- 한국 힙합